# Doire de Ferret
Pour les articles homonymes, voir Doire et Ferret.
La Doire de Ferret, en italien Dora di Ferret, est un torrent d'Italie s'écoulant dans le val Ferret entre le glacier de Pré de Bar où il prend sa source au pied du Petit col Ferret et sa confluence à Entrèves avec la Doire de Vény qui donne naissance à la Doire Baltée, affluent du Pô.

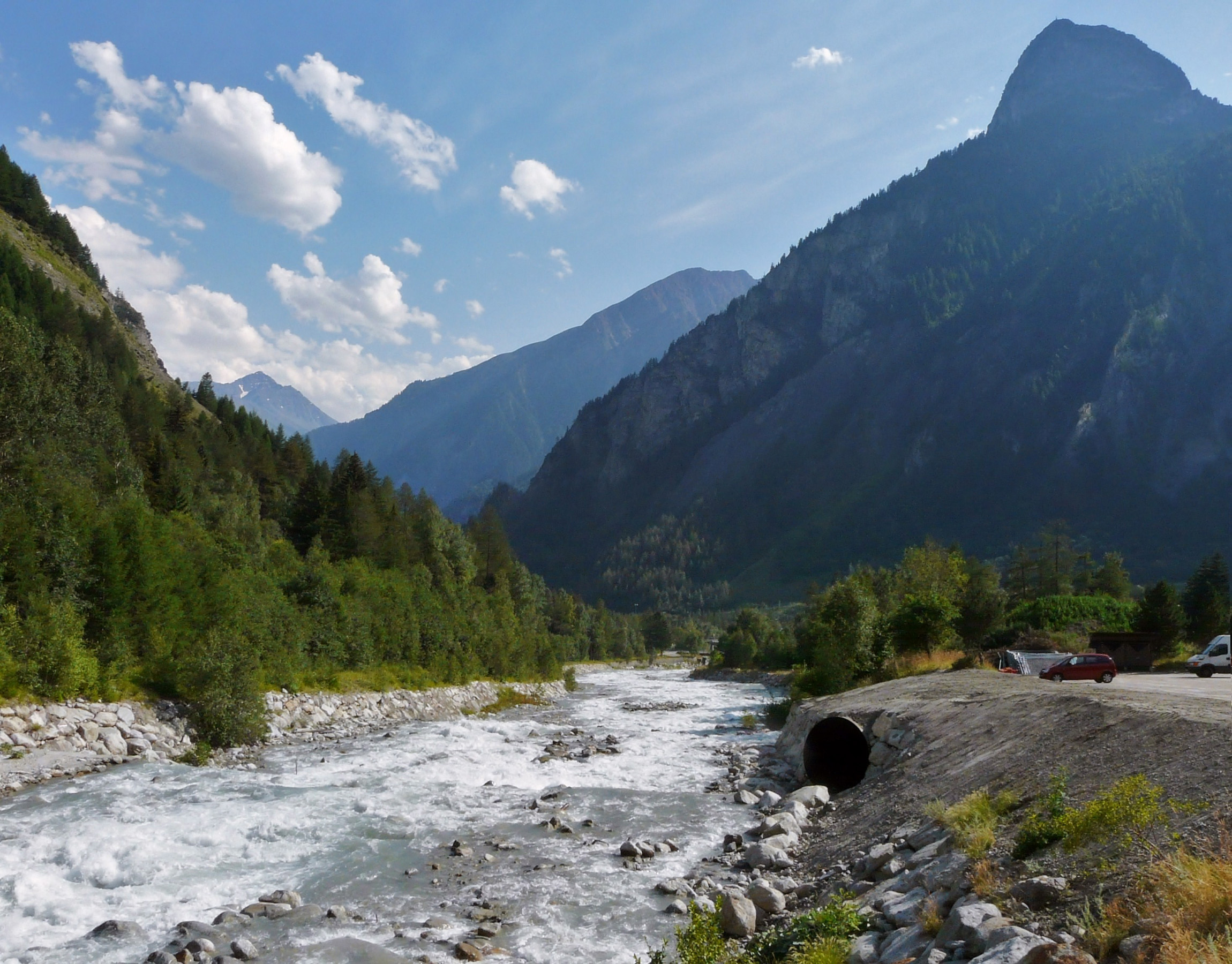
La Doire de Ferret à Entrèves dominée par le mont Chétif.